# Субри, Фаиз
Мохд Фаиз бин Субри (род. 8 ноября 1987 года в Айер Хитаме) — малайзийский профессиональный футболист, который играет на позиции атакующего полузащитника и нападающего за «Пинанг». Фаиз наиболее известен своим голом со штрафного, который принёс ему премию ФИФА имени Пушкаша в 2016 году.

## Ранние годы
Фаиз родился и вырос в Айер Хитаме, Кедах. В своей семье он был третьим из пяти детей. Он получил начальное и среднее образование в Кедахе, затем продолжил учёбу в Перлисе.

## Карьера игрока

### Клубная карьера
Фаиз начал молодёжную карьеру в 2006 году в составе «Кедаха». В 2009 году Фаиз подписал контракт с клубом «Перлис Юнайтед». За сезон в клубе он сыграл 14 матчей в лиге и забил шесть голов.
В 2010 году Фаиз подписал контракт с клубом малайзийской Суперлиги «Перлис». Он отыграл два сезона за клуб, прежде чем решил покинуть команду и подписал годичный контракт с «Т-Тим».
В 2013 году Фаиз подписал годичный контракт с «Келантаном», куда перешёл вместе со своим бывшим товарищем по команде Заиро Ануаром. Фаиз забил гол вьетнамскому клубу «Дананг» в матче группового этапа Кубка АФК. Фаиз сыграл за «Келантан» 28 матчей и забил пять голов, покинув клуб в конце сезона 2013 года.
В 2014 году Фаиз подписал годичный контракт с «Тренгану». Он сыграл 14 матчей и забить один гол за сезон с клубом.
После ухода из «Теренгану» Фаиз подписал контракт с «Пинангом», куда перешёл вместе со своим товарищем по «Теренгану» Мазлизамом Мохамадом. Он помог «Пинангу» занять второе место в Премьер-лиге Малайзии 2015 года, в результате чего команда повысилась в Суперлигу.
16 февраля 2016 года Фаиз забил зрелищный гол со штрафного в ворота «Паханга», его клуб победил со счётом 4:1. Видео с его штрафным ударом вскоре стали вирусными в социальных сетях, а позже в том же году Футбольная ассоциация Малайзии выдвинула его на премию ФИФА имени Пушкаша.
В 2017 году Фаиз был награждён премией Пушкаша за гол со штрафного, став первым азиатом, получившим международную награду за лучший гол года.
В марте 2021 года Фаиз перешёл в команду третьего дивизиона Малайзии «Куала-Кансагар». В начале 2022 года вернулся в «Пинанг».

### Международная карьера
В 2012—2013 годах Фаиза вызывал в сборную Малайзии тренер К. Раджагопал, но он так и не сыграл ни одного матча. После успешного выступления в первой половине 2015 года за «Пенанг» в августе тренер Долла Саллех снова вызвал его в национальную команду.

## Стиль игры
Основное амплуа Фаиза — атакующий полузащитник, но он также может играть на позиции вингера и нападающего. Среди его достоинств скорость, точный удар с дальней дистанции и передачи. Фаиз также отличался эффектными штрафными ударами.